# اتوک
اتوک (انگلیسی: Attock) شرکت پالایش نفت پاکستانی است، که در سال ۱۹۲۲ تأسیس شد.